# Sokndal
Sokndal is een gemeente in de Noorse provincie Rogaland. De gemeente telde 3316 inwoners in januari 2017.

## Plaatsen in de gemeente
- Hauge (Hoofdplaats)
- Li
- Rekefjord
- Sogndalsstranda
- Åna-Sira.

Bjerkreim · Bokn · Eigersund · Gjesdal · Hå · Haugesund · Hjelmeland · Karmøy · Klepp · Kvitsøy · Lund · Randaberg · Sandnes · Sauda · Sokndal · Sola · Stavanger · Strand · Suldal · Time · Tysvær · Utsira · Vindafjord

Fylker van Noorwegen